# Friedelind Wagner
Friedelind Wagner, född 29 mars 1918 i Bayreuth, Tyskland, död 8 maj 1991 i Herdecke, Tyskland, var dotter till den tyske operakompositören Siegfried Wagner och hans engelska hustru Winifred Williams och barnbarn till kompositören Richard Wagner. Hon var också barnbarnsbarn till kompositören Franz Liszt.

## Biografi

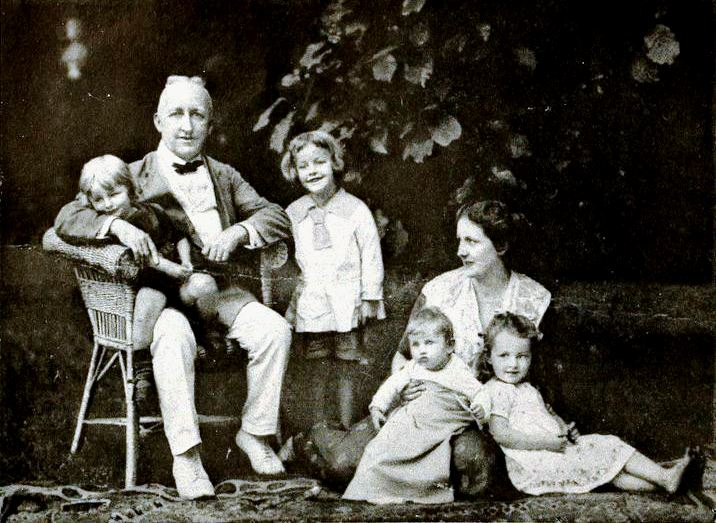
Siegfried och Winifred Wagner med barnen Wolfgang, Wieland, Verena och Friedelind 1922

### Uppväxt
Hon föddes i Bayreuth och var känd under smeknamnet Die Maus eller Mausi. Efter att ha bytt skola, vilket bland annat förde henne till England, studerade hon i Heiligengrabe i Brandenburg på begäran av sin mor. Tillsammans med andra medlemmar av sin familj var Friedelind Wagner redan tidigt engagerad i Festspelen i Bayreuth. Hon hade ett mycket gott förhållande till sin far Siegfried och ansågs vara en "enfant terrible" ur familjens synvinkel efter hans död. År 1936 började Friedelind Wagner arbeta som assistent till Heinz Tietjen, men hennes frispråkiga kritik av nära familjevännen Adolf Hitler (hennes mor, den engelskfödda Winifred Williams, var en fanatisk beundrare av Hitler) och Tredje rikets politik ledde till att hon lämnade Tyskland 1939.

### Andra världskriget
Hon bodde en kort tid i Schweiz och emigrerade sedan först till England. Senare började hon skriva antinazistiska krönikor för tidningen Daily Sketch. Artiklarna handlade uteslutande om Bayreuth och hennes erfarenheter av Hitlerregimen. Från London kunde hon efter vissa förseningar – tillfällig internering som fientlig utlänning på Isle of Man, där hon stannade i nästan nio månader (från 27 maj 1940 till 15 februari 1941) – med Arturo Toscaninis hjälp emigrera via Argentina till USA där hon blev involverad i radiosändningar av antinazistisk propaganda och blev amerikansk medborgare. I och med sin flytt vände hon sig också mot sin familj, som hade knutit nära band till Adolf Hitler. 
I New York den 13 februari 1942 uttalade hon sig mot det nationalsocialistiska Tyskland och dess dyrkan av Richard Wagner. Texten är dock skriven av Thomas Manns dotter Erika Mann. Den svåra relationen till modern Winifred, som var en nära vän till Adolf Hitler, försämrades ytterligare som en följd av detta. I USA levde hon på olika tillfälliga jobb, som journalist och föreläsare om Wagner. Grundandet av "Friedelind Wagner Opera Company", med vilket hon ville resa genom de amerikanska provinserna, misslyckades. Hon hjälpte också professor Henry A. Murray, chef för Harvard Psychological Clinic, psykoanalytikern Walter C. Langer och andra experter att skapa en rapport från 1943 för OSS med titeln Analysis of the Personality of Adolph Hitler. Tillsammans med författaren Page Cooper skrev Friedelind Wagner 1945 sina memoarer Heritage of Fire. Den publicerades på engelska och gavs ut i London 1948 som The Royal Family of Bayreuth.

### Efter kriget

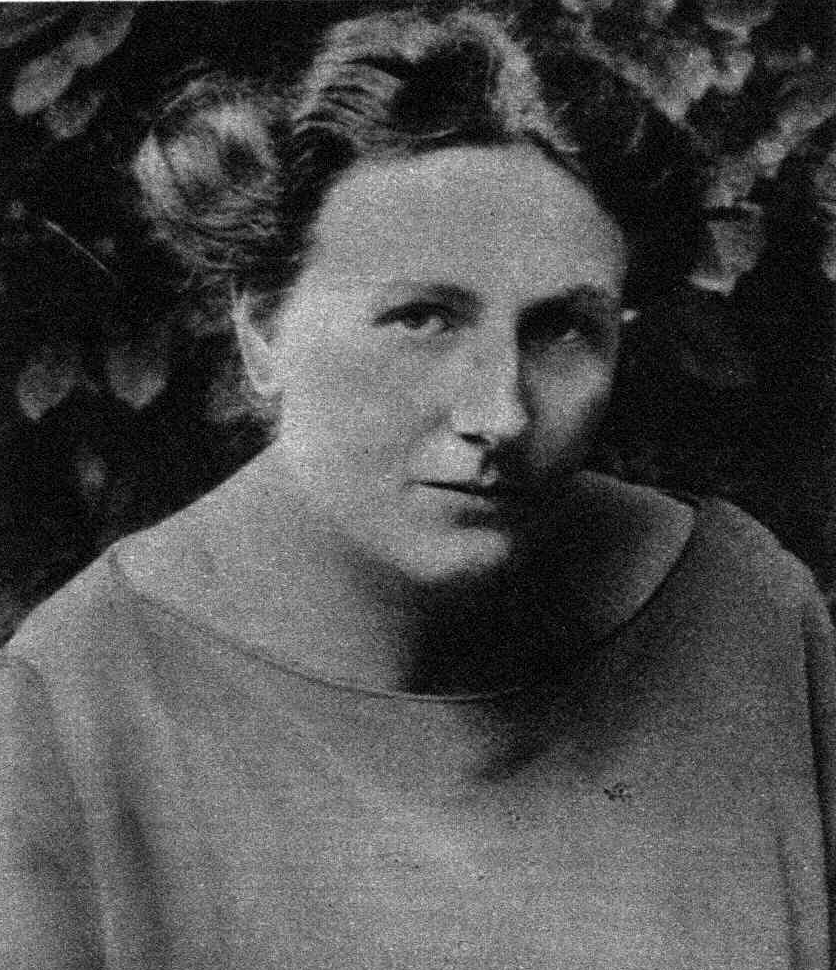
Modern Winifred Wagner 1931

Våren 1946 ombads hon av borgmästare Oskar Meyer i Bayreuth att återvända till Bayreuth och som den enda politiskt obefläckade personen hjälpa familjen att återuppbygga Festspelen. Hon efterkom inte denna begäran. När Festspelen öppnade igen sommaren 1951 uteslöts hon och hennes syster Verena Lafferentz. Beslutet kom från deras bröder Wolfgang och Wieland (båda nära förknippade med regimen under den nationalsocialistiska eran). Enligt fadern Siegfried Wagners testamente var hon dock en likvärdig arvinge som sina tre syskon.
År 1945 publicerades hennes memoarer för första gången på tyska i Schweiz under titeln Natt över Bayreuth (Nacht über Bayreuth). Den orsakade stor oro inom familjen och i musikkretsar, eftersom den var mycket kritisk mot enskilda personer, särskilt Winifred Wagner, Heinz Tietjen och Richard Strauss. Enskilda avsnitt ur boken trycktes om i tidskrifter eller lästes upp i Radio München, bland annat den där Winifred Wagner hotar sin dotter med att hon kommer att "försvinna" och "utrotas" om hon inte återvänder till Tyskland frivilligt. Även om Winifred Wagner häftigt motsatte sig denna redogörelse spelade boken en viktig roll i rättegången mot henne. Enligt Der Spiegel var en uppföljare till boken med titeln Pardon my return klar för tryckning som manuskript 1967, men publicerades aldrig.

### Tillbaka i Bayreuth
År 1953 återvände Friedelind Wagner så småningom till Tyskland för att arbeta vid Festspelen i Bayreuth, där hon bodde på översta våningen i Haus Wahnfried, familjen Wagners hem, som senare blev ett museum. I Bayreuth ledde hon mästarklasser för unga sångare, dirigenter och regissörer, av vilka några fortfarande har ett legendariskt rykte idag, inte minst tack vare deltagande av kända regissörer som Joachim Herz och Walter Felsenstein. Hon var dock fortfarande utesluten från ledningen av Festspelen av sina två bröder, som under tiden hade delat upp den mellan sig.
Eftersom hon hamnade i ekonomiska svårigheter under emigrationen flyttade hon de värdefulla smycken som Gerta von Einem (mor till kompositören Gottfried von Einem) hade anförtrott henne för förvaring, vilket ledde till långdragna rättsprocesser i Bayreuth efter kriget och spekulationer om huruvida von Einem skulle kunna få tillgång till Wagners arv genom dessa krav. Det var upp till Wolfgang Wagner, som var ansvarig för de affärsmässiga aspekterna av Festspelen att ta hand om de problem som uppstod. Enligt hennes levnadstecknare Eva Rieger var hon dålig på att snåla med pengar på grund av naivitet och slarv. En planerad turné med Tristan och Isolden i USA blev ett misslyckande, bland annat för att hon inte tog redovisningen på särskilt stort allvar. När det gällde pengar – som efter överföringen av Wagnerarvet till Richard Wagner-stiftelsen i Bayreuth – visade hon sig vara generös mot sina vänner.

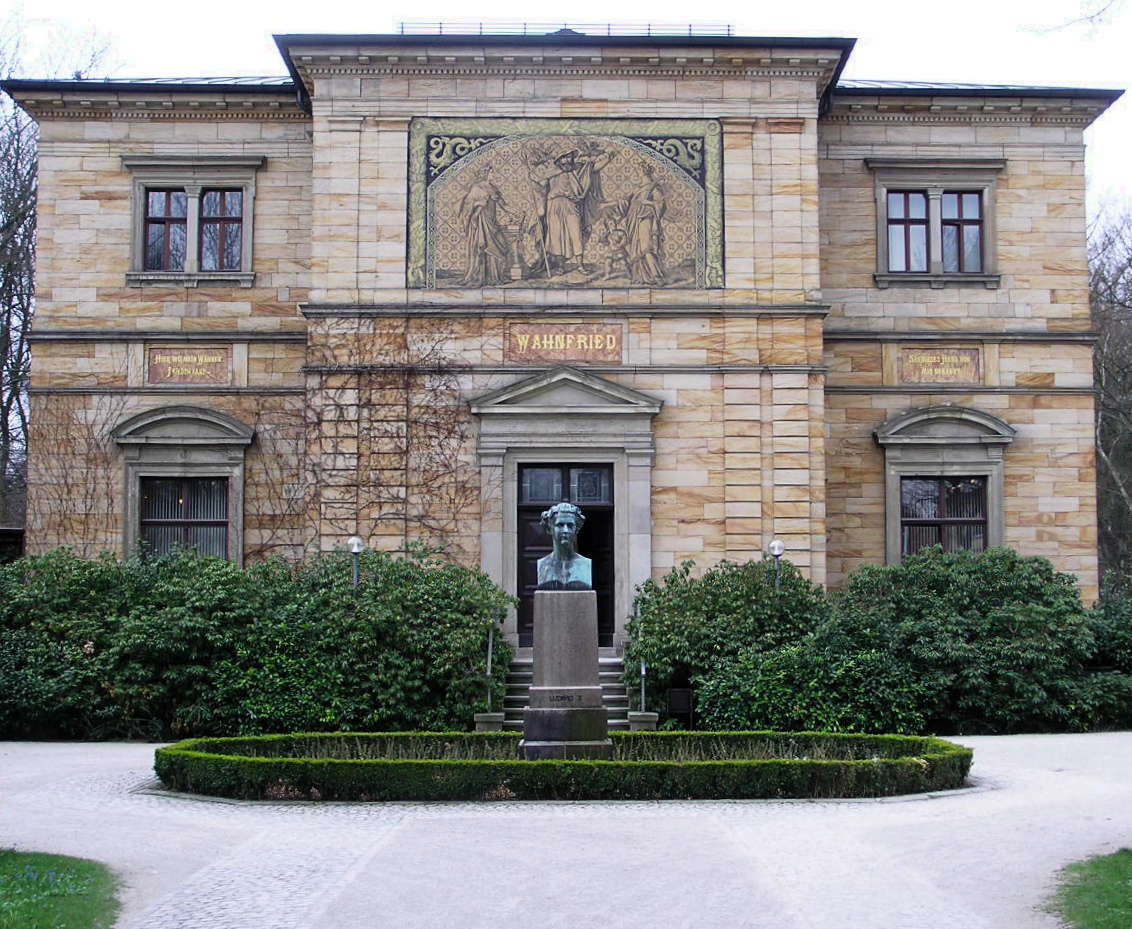
Familjen Wagners hem Wahnfried där Friedelind växte upp och dit hon flyttade en kort tid efter hemkomsten 1953

År 1960 deltog hon som hedersgäst i invigningen av det nya operahuset i Leipzig. 1967 satte hon upp Lohengrin på Bielefeld Theatre. Uppsättningen fick ett mycket ambivalent mottagande, och det skulle inte bli fler. År 1975 blev hon ordförande för International Siegfried Wagner Society, där hon kämpade för att hennes far Siegfried Wagner skulle rehabiliteras. Impulsen till detta gavs av musikforskaren och regissören Peter P. Pachl från Bayreuth. En första framgång var den konsertanta nypremiären av operan Der Friedensengel i London, ett verk från 1914 som fick internationell uppmärksamhet. På grund av politiska meningsskiljaktigheter avgick hon 1984 från presidentposten, som togs över av kompositören Hans Peter Mohr. På 1970-talet strävade hon efter att etablera mästarklasser i opera, teater, film, musikal, elektronisk musik, multimediakonst etc. på sin engelska lantegendom Teesside (med början 1976). Konceptet kallades "TTT": "Teesside Total Theatre". Själv höll hon kurser om bland annat Mozarts Figaro, men det kom färre deltagare än beräknat. Viktiga konstnärer som hon hade bjudit in som kurslärare följde inte hennes begäran, däribland Karlheinz Stockhausen och Pierre Boulez. De flesta var föreläsare som också hade hållit mästarkurser om Wagner i Bayreuth. I mars 1978 bestämde hon sig för att överge projektet och lämna England helt och hållet. 1976 var hon en del av teamet som gjorde dokumentärfilmen Wagner: The Making of the Ring, som filmades under skapandet av Pierre Boulez/Patrice Chéreaus uppsättning av Nibelungens ring. The Times skrev: "Denna (Boulez/Chéreau) ring är den viktigaste enskilda händelsen i demokratiseringen av operan och kommer att åter sätta operan i centrum för alla konstarter, där den hör hemma."

### De sista åren
Hon flyttade tillbaka till Bayreuth. Relationen till modern Winifred hade förbättrats avsevärt under dessa år, även om Winifred Wagner hade uttalat sig ganska kritiskt om "Friedelind oder Die Maus" i Hans-Jürgen Syberbergs film Winifred Wagner und die Geschichte des Haus Wahnfried 1914–1975. Winifreds död den 5 mars 1980 påverkade henne djupt. Fyra år senare flyttade hon till Luzern, där hon ville arbeta på en uppföljare till sina memoarer, som aldrig publicerades. Hon vägrade att återvända till Tyskland eftersom hon ansåg att ingenting hade förändrats "i nazisternas land".
Hon återkom till Bayreuth endast en gång: den 6 april 1990 besökte hon Bayreuth Festspielhaus och Wahnfried-huset tillsammans med dirigenten Leonard Bernstein, som hon hade haft en varm vänskap med i årtionden.
År 1991 avled Friedelind Wagner på sjukhuset i Witten-Herdecke, dit hon hade förts på egen begäran. En vecka efter hennes död hölls en begravningsgudstjänst bakom stängda dörrar i musiksalen i Wahnfried för den närmaste familjekretsen. På hennes egen begäran avstod hon från en officiell begravningsgudstjänst. Hennes aska spreds nära Tribschen vid Vierwaldstättersjön, nära Richard Wagners tidigare hem.
I slutet av mars 2022 beslutade kommunfullmäktige i Bayreuth enhälligt att byta namn på den tidigare Hans-von-Wolzogen-Straße till Friedelind-Wagner-Straße.